# Milan Dozet
Milan Dozet (in serbo Милан Дозет?; Gospić, 12 maggio 1979) è un ex cestista serbo.

## Carriera
Con la Serbia e Montenegro universitaria ha disputato le Universiadi di Smirne 2005.

## Palmarès
- YUBA liga: 1

Partizan Belgrado: 1996-97
- Campionato bosniaco: 1

Igokea: 2013-14
- Coppa di Serbia e Montenegro: 1

Stella Rossa Belgrado: 2004
- Coppa di Bosnia ed Erzegovina:

Igokea: 2013